# Houston Challenger 1999
Lo Houston Challenger 1999 è stato un torneo di tennis facente parte della categoria ATP Challenger Series nell'ambito dell'ATP Challenger Series 1999. Il torneo si è giocato a Houston negli Stati Uniti dal 18 al 24 ottobre 1999 su campi in cemento.

## Vincitori

### Singolare
Marcos Ondruska ha battuto in finale  James Sekulov con il punteggio di 7–6, 6–1

### Doppio
David DiLucia /  Michael Sell hanno battuto in finale  Bobby Kokavec /  Jocelyn Robichaud con il punteggio di 7–6, 6–0